# 龍潭運動公園
龍潭運動公園是位於臺灣桃園市龍潭區的一座公園。龍潭運動公園為1974年時龍潭鄉都市計畫時所規劃，於1997年興建完成，歷經多次整修成為多功能運動公園（當前設計為2002年完工圖樣），占地約五公頃，設施有田徑場、體育館、網球場、親水區、籃球場、行政區、花嫁迴廊、親子遊憩區、軍事展示區、扶輪亭，龍潭運動公園鄰近龍潭市區以及北二高龍潭交流道。
龍潭因是軍事重點區域，園區內並設有專為國軍除役裝備展示的軍史公園，展示有TH-55C 教練直升機 ，M41華克猛犬戰車，天弓一型飛彈，F5E中正號，勝利女神力士型防空飛彈，以及M42雙管防砲戰車等。